# Bradley Barcola
Bradley Jean-Manuel Essolisam Barcola (Villeurbanne, Francuska, 2. rujna 2002.) francuski je nogometaš koji igra na poziciji napadača. Trenutačno igra za Paris Saint-Germain i francusku reprezentaciju.
Poznat po svojoj brzini, driblinzima i završnici, smatrn je jednim od najboljih mladih krilana svijetu. Svestrani napadač koji može igrati na oba krila ili kao centarfor, Barcola igra desnom nogom, ali preferira igru na lijevoj strani. Ima francusko i togoansko državljanstvo, a njegov brat Malcolm Barcola igra za reprezentaciju Togoa (igrao je i za Tuzla City).

## Klupska karijera
Rođen u Villeurbanneu od majke Francuskinje i oca Togoanca, Barcola se pridružio Lyonovoj akademiji s 8 godina. Nakon što je igrao za Lyonove pričuve i mlade momčadi, potpisao je svoj prvi profesionalni ugovor u rujnu 2021. Njegov proboj dogodio se u sezoni 2022./23., pridonoseći sa 7 golova i 9 asistencija u svim natjecanjima.
Prešao je u Paris Saint-Germain za 45 milijuna eura 2023. godine. Osvojio je tri domaća naslova u svojoj prvoj sezoni igrajući za Paris Saint-Germain.
Svoj prvi gol u dresu Paris Saint-Germaina postigao je u UEGA Ligi prvaka u veljači 2024. protiv Real Sociedada. 

## Reprezentativna karijera
Barcola je debitirao za seniorsku reprezentaciju Francuske u lipnju 2024. prije Europskog prvenstva 2024. Dana 6. rujna 2024. zabio je svoj prvi reprezentativni gol nakon samo 12 sekundi utakmice Lige nacija protiv Italije, postavivši rekord za najbrži gol Francuske u zadnjih 90 godina.

## Vanjske poveznice
- Profil, Transfermarkt